# Jan Stawarski

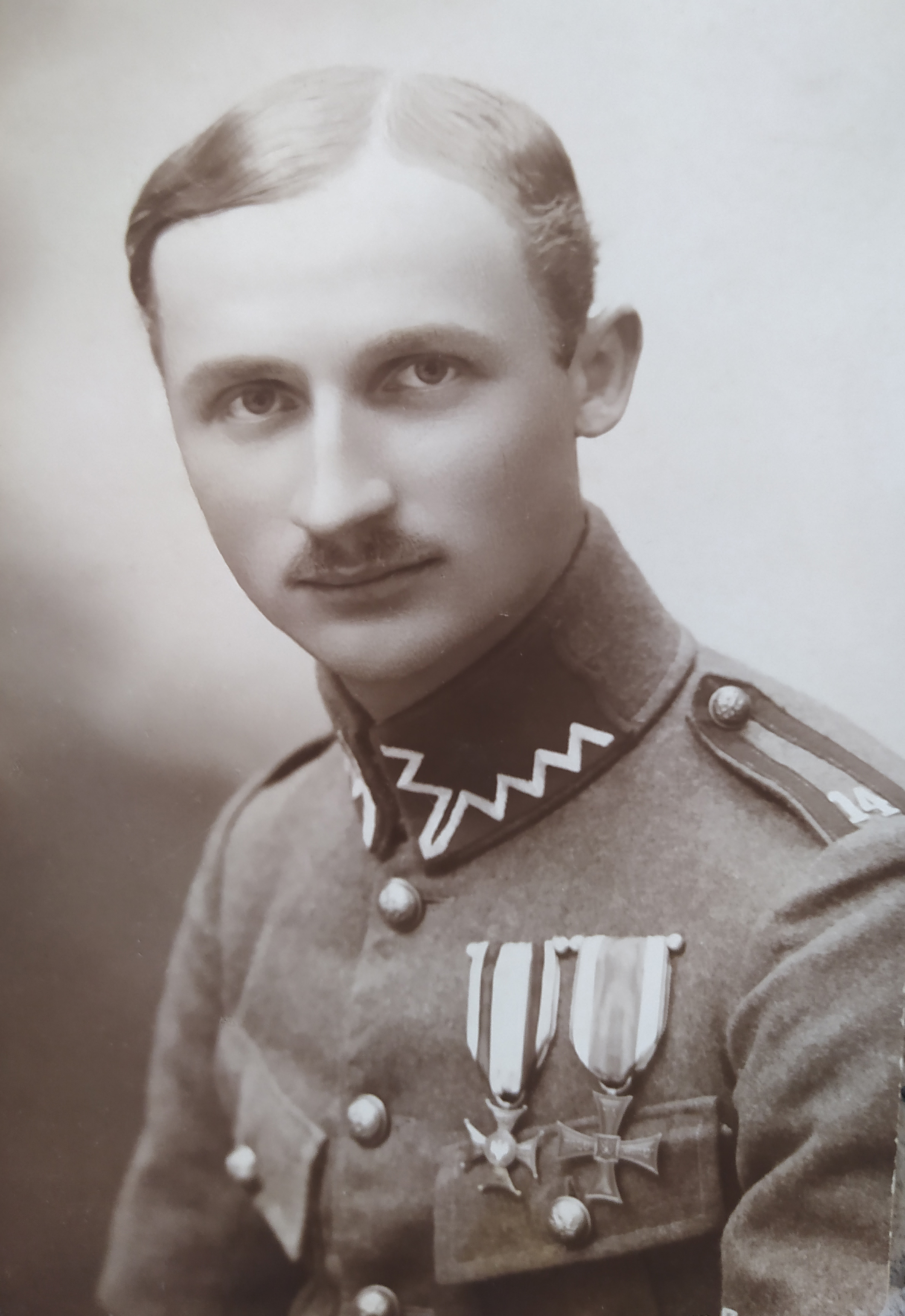
Jan Stawarski jako starszy sierżant 14 pułku piechoty (marzec 1923).

Jan Franciszek Stawarski (ur. 25 stycznia 1898 w Dybkowie, zm. 5 sierpnia 1944 w Warszawie) – chorąży piechoty Wojska Polskiego, uczestnik I wojny światowej, wojny polsko-ukraińskiej, wojny polsko-bolszewickiej oraz II wojny światowej, kawaler Krzyża Srebrnego Orderu Virtuti Militari.

## Życiorys
Urodził się 25 stycznia 1898 w Dybkowie (parafia Sieniawa w powiecie jarosławskim) w rodzinie Michała (ur. 22 września 1860 w Dybkowie, zm. 3 lipca 1917 w Sieniawie) i Filomeny z Zygmuntów (ur. 27 września 1870 w Dybkowie, zm. 26 lutego 1945 w Sieniawie). Jego rodzeństwem byli urodzeni w Dybkowie: Józef (ur. 25 grudnia 1889, zm. 29 października 1914 w Nadwórnej), Karolina zamężna Gąsiorowska (ur. 22 października 1894, zm. 28 sierpnia 1977 w Sieniawie), Katarzyna (ur. 25 sierpnia 1899, zm. 30 listopada 1914 Sieniawie), Stanisław / Stanley (ur. 7 marca 1901, zm. 16 stycznia 1977 w amerykańskim Huntington Station) i Mateusz Bronisław (ur. 21 września 1903, zm. 26 grudnia 1942 w Sieniawie) oraz urodzeni w Sieniawie: Maria Franciszka (ur. 1 października 1905, zm. 11 lutego 1907 tamże) i Jędrzej Zdzisław (ur. 27 lutego 1911, zm. 6 października 1914 tamże).
W latach 1904–1911 Jan Stawarski ukończył sześcioklasową szkołę ludową w Sieniawie, po czym przez kolejne lata pozostawał przy rodzicach.
11 maja 1916 został powołany do armii austriackiej i wcielony do c. i k. Pułku Piechoty Nr 90. Do 10 września 1918 walczył na froncie włoskim I wojny światowej.
11 marca 1919 jako kapral wstąpił do 14 pułku piechoty w Jarosławiu. Brał udział w walkach wojny polsko-ukraińskiej i wojny polsko-bolszewickiej. Jako podoficer kompanii ciężkich karabinów maszynowych walczył m.in. pod Mościskami, Stanisławowem, Czortkowem, Korosteniem i Bobrujskiem.
Szczególnie odznaczył się w walce „pod m. Popławy (27 V 1920), w ataku na przyczółek mostowy nad Berezyną (29 V 1920), pod Wólką (3 VIII 1920) i w ataku na Rekliniec (3 IX 1920)”. Za tę postawę został odznaczony Krzyżem Srebrnym Orderu Virtuti Militari.
W latach 20. nadal służył w 14 pułku piechoty, którego pokojowym garnizonem został Włocławek. Na dzień 18 kwietnia 1927 wykazany został w stopniu starszego sierżanta.
5 sierpnia 1930 przeniesiony do Korpusu Ochrony Pogranicza i przydzielony do batalionu „Rokitno” na stanowisko sierżanta-szefa kompanii granicznej „Wojtkiewicze”. W dniu 4 czerwca 1933 zdał w Sarnach (z wynikiem dobrym) egzamin z zakresu siódmej klasy szkoły powszechnej. Awans na chorążego otrzymał w 1935.
Podczas kampanii wrześniowej walczył w szeregach Samodzielnej Grupy Operacyjnej „Polesie”. Dostał się do niewoli niemieckiej, z której udało mu się zbiec. Brał udział w działaniach organizacji konspiracyjnych. Ciężko ranny 4 sierpnia 1944 podczas powstania warszawskiego, w którym wziął udział jako żołnierz zgrupowania „Chrobry II” (walczącego w Śródmieściu w ramach I Obwodu „Radwan”). Umieszczony w szpitalu powstańczym na ulicy Śliskiej 51, gdzie zmarł następnego dnia.
Chorąży Jan Stawarski spoczywa na Cmentarzu Powstańców Warszawy na Woli.
W dniu 1 lutego 1925 we włocławskim kościele pw. św. Jana st. sierż. Jan Stawarski zawarł związek małżeński z Marią Dąbkowską (ur. 25 lutego 1905 we Włocławku, zm. 19 czerwca 1979 w Londynie), córką Karola (przemysłowca) i Czesławy z Sawickich. Jednym z ich świadków był sierżant 14 pp Feliks Moszkowicz. Zgodę panu młodemu na ślub wydał dowódca 14 pp w dniu 11 listopada 1924, a sakramentu małżeństwa udzielił ksiądz Stanisław Murasik - kapelan włocławskiego garnizonu. Z ich związku narodziła się córka Czesława Janina zamężna Wodyńska (ur. 24 stycznia 1927 w Sieniawie, zm. 21 marca 2016 w Gdańsku).

## Ordery i odznaczenia
- Krzyż Srebrny Orderu Wojskowego Virtuti Militari Nr 2377[7][2][8]
- Krzyż Walecznych[9][2]
- Brązowy Krzyż Zasługi[9][2]
- Medal Pamiątkowy za Wojnę 1918–1921[9]
- Medal Dziesięciolecia Odzyskanej Niepodległości[9]
- Odznaka pamiątkowa Korpusu Ochrony Pogranicza „Za Służbę Graniczną”